# Pumpstation Snurom

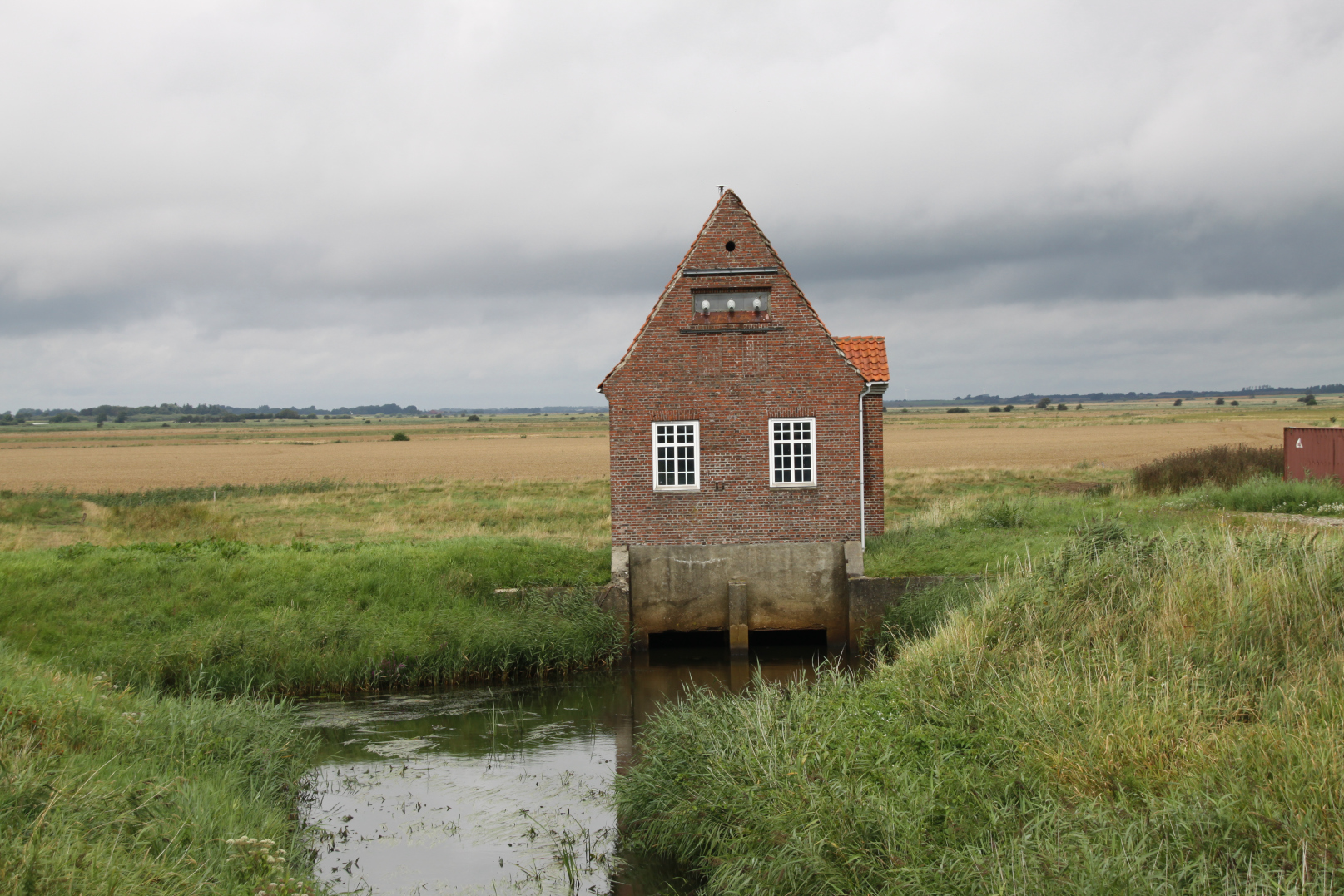
Pumpstation Snurom

Die Pumpstation Snurom (dänisch Snurom pumpestation) ist eine dänische Pumpstation östlich der Stadt Højer. Sie ist eine von vier Pumpstationen, die Wasser aus den Kanälen der Tøndermarsken (deutsch Tonder-Marsch) in die Vidå pumpt.

## Geschichte

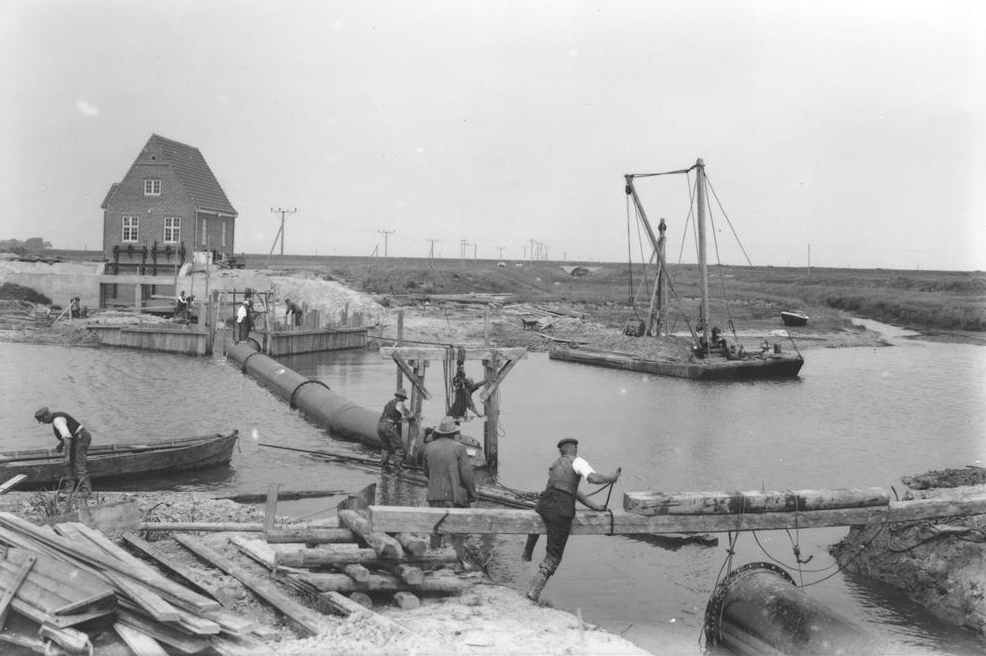
Snurom Pumpestation während der Bauphase 1929

Die Pumpstation wurde 1929 im Zusammenhang mit der Entwässerung der Tøndermarsken gebaut. Sie befindet sich am Sejersbæk-Koog am Snuromdeich östlich von Højer und fördert das Wasser über einen neu gegrabenen Seitenarm des Baches Sejersbæk in die Vidå.
Die Entwässerung der Tøndermarsken von 1926 bis 1930 war eines der größten Ingenieurprojekte in der dänischen Geschichte. Dabei sollten rund 12.000 Hektar Marschland entwässert werden sollten. Mit dem Projekt sollten die Landflächen besser nutzbar gemacht werden, die bis dahin jedes Jahr von Wasser aus der Vidå überflutet wurden, wenn Højer Sluse wegen der Winterstürme für längere Zeit geschlossen war.
Im Zusammenhang mit der Entwässerung wurden Deiche entlang der Vidå angelegt und mehr als 300 km Be- und Entwässerungskanäle gegraben. Die vier Pumpstationen sollten Wasser je nach Bedarf in das Marschland oder aus dem Marschland pumpen. Infolge der Trockenlegung verschwanden traditionelle Tätigkeiten wie Fischerei und Reetgewinnung, und die Landwirtschaft wurde zum Haupterwerb.

## Technik
Die Pumpstation ist nach dem gleichen Prinzip mit zwei Pumpen ausgestattet, die im Sommer zur Bewässerung und im Winter zur Entwässerung eingesetzt werden. Die beiden Pumpen sind für eine Fläche von 2000 Hektar ausgerichtet und haben zusammen eine maximale Leistung von 1500 Liter Wasser pro Sekunde.
Die anderen drei Pumpstationen sind die Pumpstation Højer, die Pumpstation Nørremølle und die Pumpstation Lægan. Alle Pumpen zusammen können eine Gesamtfläche von 12.000 Hektar entwässern und haben eine Gesamtkapazität von etwa 30 Kubikmeter Wasser pro Sekunde.

## Baustil
Die Pumpstationen bestehen aus Mauerwerk aus roten Backsteinen und sind mit rotem Dachziegeln eingedeckt. Sie wurden vom damaligen Gutsinspektor auf Schloss Schackenborg, Hans Christian Davidsen (1876–1962), entworfen, der auch Fotograf und Architekt war.